# 페르난도 삼브라노
페르난도 보니파시오 삼브라노 산체스(스페인어: Fernando Bonifacio Zambrano Sánchez, 1949년 10월 23일, 안달루시아 주 엘 사우세호 ~)는 스페인의 전직 축구 선수로, 현역 시절 미드필더였으며 이후 감독을 맡았다.

## 경력
안달루시아 주 세비야 도 엘 사우세호 출신인 삼브라노는 선수 시절 헤타페 데포르티보에서 보냈는데, 구단에서 8년을 보냈으며 세군다 디비시온 경기에 3년 동안 출전했다. 은퇴 후, 그는 라요 바예카노와 아틀레티코 마드리드 유소년부를 맡으며 감독직에 입문했다.
산 페르난도, 발데페냐스, 그리고 콜로니아 모스카르도를 거친 그는 1993년에 라요 바예카노의 지휘봉을 잡았다. 그는 1994년 2월에 해임된 뒤 두 차례 같은 구단의 감독을 더 역임했다. 1996년과 1997년에 라요 감독을 맡으면서 그 막간에 구단의 단장을 맡기도 했다.
1999년, 삼브라노는 세군다 디비시온의 아틀레티코 마드리드 B 감독으로 명명되었다. 1998-99 시즌에 준우승의 성적을 거두면서, 그는 연임했고, 1군이 라 리가에서 강등되면서, 그는 2000년 6월 5일에 1군 감독으로 임명되었다.
그러나, 삼브라노는 2000년 10월에 성적 부진으로 해임되었다. 얼마 지나지 않아, 그는 2부 리그의 코르도바와 시우다드 무르시아 감독을 역임했고, 아틀레티코 에스키바스가 파산하기 전까지 지휘했다.